# Habitatge al carrer Gurb, 66 (Vic)
L'Habitatge al carrer Gurb, 66 és una obra de Vic (Osona) inclosa a l'Inventari del Patrimoni Arquitectònic de Catalunya.

## Descripció
Edifici civil. Casa entre mitgeres que consta de planta baixa i dos pisos. Són de planta rectangular i coberta a dues vessants, amb un petit ràfec amb colls de biga de fusta. Presenta un eix de composició vertical no centrat. A la planta s'hi obren dos amplis portals d'arc escarser, al primer pis hi ha dos balcons amb baranes decorades i llosanes d'obra, i al segon pis presenta dues finestres.
Els brancals i les llindes de les obertures principals són de pedra. La resta de façana és arrebossada. Els baixos estan destinats al comerç. L'edifici ha sofert algunes reformes un xic desafortunades.

## Història
L'antic camí de Gurb sorgí com la prolongació del carrer de les Neus vers el segle xii i on s'anaren transformant les masies i edificacions en cases entre mitgeres que seguien el traçat natural del camí. Al segle xv es construí l'església gòtica dels Carmelitans prop de l'actual carrer Arquebisbe Alemany, enderrocada el 1655 en convertir-se la ciutat en plaça fortificada contra els francesos durant la guerra dels Segadors. Als segles XVII-XVIII es construí l'actual convent i l'església dels Carmelitans calçats. Al segle xviii la ciutat experimenta un fort creixement i aquests carrers itinerants es renoven formant part de l'Eixample Morató. Al segle xix, amb la urbanització de l'Horta d'en Xandri entre el carrer Gurb i de Manlleu també es renova. Actualment el carrer viu una etapa d'estancament i convindria revitalitzar-lo
L'edifici probablement és de finals del segle xviii i l'estat actual possiblement correspongui a una reforma de principis del segle xx.